# Битка при Монжизар
Битката при Монжизар (Гезер) се води между войските на Йерусалимското кралство и Аюбидския султанат на 25 ноември 1177 година. 16-годишният крал Балдуин IV, вече сериозно увреден от проказа, повежда кръстоносната си армия срещу числено превъзхождащата го войска на Салах ад-Дин. Въпреки негативните предпоставки Йерусалимските кръстоносци удържат победа над мюсюлманите, от които оцеляват само малка част.

## Предистория
В края на XII век Йерусалимското кралство преживява в наложените от него условия на непрекъснат кръстоносен поход срещу мюсюлманите. През 1177 г. Балдуин IV и Филип Елзаски кроят нов съюз с Византия, целящ морска инвазия в Египет. В крайна сметка такава кампания не се осъществява.
По същото време обаче аюбидският султан Саладин започва отдавна обещаното си нашествие в Йерусалимското кралство. Научавайки за това, Балдуин IV излиза от Йерусалим и според Гийом от Тир само с 375 рицари се отправя на югоизток към Ашкелон, където да посрещне египетския си противник с неговите 26 хил. бойци. Посочените от хрониста цифри са спорни, тъй като християнските източници цитират само рицарите и не дават сметка за броя на пехота и спомагателните войски. Счита се за сигурно обаче, че кралят е бил придружен от най-силните си васали, сред които личният враг на Саладин – Рено дьо Шатийон, господар на Трансйордания, а също и Балдуин, Балиан от Ибелин, Режинал Сидонски и Жослен Едески. Од дьо Сен Аман, Велик магистър на ордена на Тамплиерите също участва в похода с 84 рицари храмовници. 

## Бойни действия
Салах ад-Дин разбира за приближаващия противник, но го неглижира поради малобройността му. Султанът разделя отрядите си, за да нападне едновременно Рамла, Лида и Арсуф, а след това да продължи към Йерусалим. В крайна сметка Саладин допуска стратегическа грешка, оставяйки боеспособна кръстоносна сила в тила си.
Християните, начело с краля, преследват мюсюлманите по крайбрежието и ги настигат под Монжизар, в района на Рамла, близо до древния град Гезер. Мястото на битката е спорно, тъй като Рамла и днес е голям регион. Малкълм Барбър идентифицира Монжизар с Бялата могила Ал Сафия, днес Тел ес-Сафи близо до село Менахем, Ашкелон. Там са открити останки от кръстоносно укрепление, наричано Бланшгард (Бялата застава). На това място обозът на Саладин попада в затруднение поради терена и това е използвано от Балдуин, който възправя Кръста и напада мюсюлманите. Армията на Саладин е в състояние на паника и не успява да построи бойна линия срещу врага. 
Йерусалимската бронирана атака нанася най-тежки загуби с първия си удар. Прокаженият крал е в разгара на сражението, покрил с превръзки раните от заболяването си. Самият Саладин се спасява от пленничество чрез бягство на гърба на състезателна камила. Победата на Балдуин е пълна със завладяването на обоза на Саладин. В Египет се връща едва една десета от мюсюлманската армия.

## Книгопис
- Lane-Poole, Stanley. Saladin and the Fall of the Kingdom of Jerusalem.   London, G. P. Putnam's Sons, 1906.
- Lyons, M. C., Jackson, D.E.P. Saladin: the Politics of the Holy War.   Cambridge University Press, 1982. ISBN 978-0-521-31739-9.